# That’s the Way of the World
That’s the Way of the World – szósty studyjny album amerykańskiej grupy soulowo - rhythm'and'bluesowej Earth, Wind & Fire, wydany przez wytwórnię 
Columbia Records w marcu 1975.
W 2003 album został sklasyfikowany na 493. miejscu listy 500 albumów wszech czasów magazynu Rolling Stone.

## O albumie
Zawiera muzykę z filmu „That’s the Way of the World”. Film przeszedł bez echa, ale piosenki ze ścieżki dźwiękowej dotarły na szczyty list przebojów. 
Nagrań dokonano między 16 września a 2 października 1974 w studiu Caribou Ranch w Nederland (Kolorado).
Zdaniem Alexa Hendersona z All Music Guide był to najlepszy album Earth, Wind & Fire, ugruntowujący popularność grupy i sprzedany w 5 mln egzemplarzy. 
Reedycja, wydana w 1999, zawiera pięć dodatkowych, niepublikowanych wcześniej - „roboczych” - wersji nagrywanych pod koniec 1974: skrócony
instrumentalny temat z „Shining Star” (nagrany 16 września) i „That’s the Way of the World” (nagrany 20 września), „All About Love” (nagrany 2 października) z pierwszym, 
próbnym nagraniem partii wokalnych, inna wersja „Happy Feelin'” (nagrana 16 września) oraz jazzujący jam „Caribou Chaser” (nagrany 18 września), który jako jedyny - nie 
znalazł się potem na płycie. Nagrania bonusowe zmiksowane zostały 24 i 25 lutego 1999 w Magnet Vision Studios w Santa Monica (Kalifornia) przez Paula Klingberga, 
Leo Sacksa i Maurice’a White’a.

## Muzycy
- Maurice White – śpiew, kalimba, perkusja
- Fred White – perkusja, instrumenty perkusyjne
- Verdine White – śpiew, gitara basowa, instrumenty perkusyjne
- Ralph Johnson – perkusja, instrumenty perkusyjne
- Andrew P. Woolfolk – flet, saksofon sopranowy i tenorowy
- Al McKay – gitara, instrumenty perkusyjne
- Johnny Graham – gitara
- Larry Dunn – fortepian, organy, syntezator Mooga
- Philip Bailey – śpiew, instrumenty perkusyjne

## Lista utworów
| 1.  | Shining Star (Phillip Bailey, Larry Dunn, Maurice White)                                                                    | 2:50  |
|     | |       |
| 2.  | That’s the Way of the World (Charles Stepney, Maurice White, Verdine White)                                                 | 5:46  |
|     | |       |
| 3.  | Happy Feelin' (Verdine White, Phillip Bailey, Larry Dunn, Maurice White, Al McKay)                                          | 3:35  |
|     | |       |
| 4.  | All About Love (Larry Dunn, Maurice White)                                                                                  | 6:35  |
|     | |       |
| 5.  | Yearnin', Learnin' (Phillip Bailey, Charles Stepney, Maurice White)                                                         | 3:39  |
|     | |       |
| 6.  | Reasons (Phillip Bailey, Charles Stepney, Maurice White)                                                                    | 4:59  |
|     | |       |
| 7.  | Africano (Larry Dunn, Maurice White)                                                                                        | 5:09  |
|     | |       |
| 8.  | See the Light (Louise Anglin, Philip Bailey, Larry Dunn)                                                                    | 6:18  |
|     | |       |
| 9.  | Shining Star (Future Star) [Original Sketches] (Larry Dunn, Maurice White, Phillip Bailey)                                  | 1:05  |
|     | |       |
| 10. | All About Love (First Impression) [Original Sketches] (Larry Dunn, Maurice White)                                           | 3:12  |
|     | |       |
| 11. | Happy Feelin' (Anatomy of a Groove) [Original Sketches] (Philip Bailey, Larry Dunn, Al McKay, Maurice White, Verdine White) | 3:31  |
|     | |       |
| 12. | Caribou Chaser (Jazzy Jam) [Original Sketches] (Larry Dunn, Maurice White)                                                  | 1:39  |
|     | |       |
| 13. | That’s the Way of the World (Latin Expedition) [Original Sketches] (Charles Stepney, Maurice White, Verdine White)          | 1:41  |
|     | |       |
|     | | 49:59 |
|     | |       |
- Na analogowym winylowym albumie strona pierwsza zawierała utwory 1–4, a druga 5–8.

## Dodatkowy opis płyty
- Producent - Maurice White, Charles Stepney (również aranżacja)
- Producent reedycji w 1999 - Leo Sacks
- Inżynier dźwięku - George Massenburg
- Zdjęcia - Norman Seeff, David Gahr, Michael Putland, Chris Walter
- Mastering - Shawn R. Britton, Rick Collins, Mark Wilder

## O filmie
Historia producenta, który w trakcie pracy nad debiutancką płytą odkrytych przez siebie muzyków, otrzymuje „propozycję nie do odrzucenia” - ma zająć się promowaniem niezbyt ciekawego, ale mocno popieranego zespołu. Podejmuje jednak ryzyko i doprowadza do sukcesu swojej grupy. Rolę producenta powierzono mało jeszcze wtedy znanemu Harveyowi Keitelowi, odkryty przez niego Zespół, to oczywiście Earth, Wind & Fire. Jedną z ról zagrał Maurice White (wokalista i autor wielu utworów zespołu), inną odtworzył producent, współautor utworów i aranżer: Charles Stepney. Autorem scenariusza (oraz opisu na wkładce płyty) był Robert Lipsyte, dziennikarz The New York Timesa.